# Блэр, Мэйкон
Мэйкон Блэр (англ. Macon Blair; род. 1974, Алегзандрия) — американский режиссёр, сценарист, актёр и продюсер.

## Биография и карьера
Блэр родился в небольшом американском городе Алегзандрия, пригороде Вашингтона. В кино впервые снялся в фильме своего друга детства Джереми Солнье «Убийственная вечеринка». Через шесть лет Мэйкон Блэр получил ведущую роль в следующем фильме Солнье под названием «Катастрофа». Фильм, бюджет которого составил всего $420 тыс. долларов, частично собранных через краудфандинговую площадку Kickstarter, был благосклонно принят критиками и номинировался на кинопремию «Независимый дух».
В 2017 году состоялся режиссёрский дебют Блэра — чёрная комедия «В этом мире я больше не чувствую себя как дома» получила главный приз кинофестифаля «Сандэнс». Блэр был соавтором и снялся в чёрной комедии «Мелкие преступления» с Николаем Костером-Вальдау в главной роли.
С 2017 по 2020 год актёра можно было увидеть в таких проектах, как «Удача Логана», «Проект «Флорида»» и «Болотная тварь». В феврале 2021 года в российский прокат вышла криминальная комедия «Аферистка» при участии Мэйкона.

## Личная жизнь
Блэр женат на актрисе Ли Эдди. В 2015 у пары родился сын Бак.

## Фильмография
| Год  |   | Русское название                               | Оригинальное название                      | Роль                                         |
| ---- | - | ---------------------------------------------- | ------------------------------------------ | -------------------------------------------- |
| 2007 | ф | Убийственная вечеринка                         | Murder Party                               | актёр (Мэйкон)                               |
| 2011 | ф | Ты задел мои чувства                           | You Hurt My Feelings                       | актёр (Мэйкон)                               |
| 2012 | ф | Человек из Орландо                             | The Man from Orlando                       | актёр (Гленн)                                |
| 2012 | ф | Охотники за демонами                           | Hellbenders                                | актёр (Мэйкон)                               |
| 2013 | ф | Катастрофа                                     | Blue Ruin                                  | актёр (Дуайт Эванс)                          |
| 2015 | ф | Зелёная комната                                | Green room                                 | актёр (Гейб)                                 |
| 2016 | ф | Золото                                         | Gold                                       | актёр (Конни Райт)                           |
| 2017 | ф | В этом мире я больше не чувствую себя как дома | I Don't Feel at Home in This World Anymore | актёр (посетитель бара), сценарист, режиссёр |
| 2017 | ф | Мелкие преступления                            | Small Crimes                               | актёр (Скотти Колдуэлл), сценарист           |
| 2017 | ф | Проект «Флорида»                               | The Florida Project                        | актёр (Джон)                                 |
| 2017 | ф | Удача Логана                                   | Logan Lucky                                | актёр (Брэд Нунан)                           |
| 2017 | ф | Остров мустангов                               | Mustang Island                             | актёр (Билл)                                 |
| 2018 | ф | Дорога грома                                   | Thunder Road                               | актёр (Дастин Зан)                           |
| 2018 | ф | Придержи тьму                                  | Hold the Dark                              | сценарист, актёр (Шан)                       |
| 2018 | ф | Женщина в огне                                 | American Woman                             | актёр                                        |
| 2021 | ф | Аферистка                                      | I Care a Lot                               | актёр                                        |
| 2023 | ф | Оппенгеймер                                    | Oppenheimer                                | Адвокат Ллойд Гаррисон                       |
| 2023 | ф | Токсичный мститель                             | The Toxic Avenger                          | сценарист, режиссёр, актёр (Деннис)          |